# Healey (North Yorkshire)
Healey – wieś w Anglii, w hrabstwie North Yorkshire, w dystrykcie (unitary authority) North Yorkshire. Leży 52 km na północny zachód od miasta York i 320 km na północ od Londynu.